# 심판소

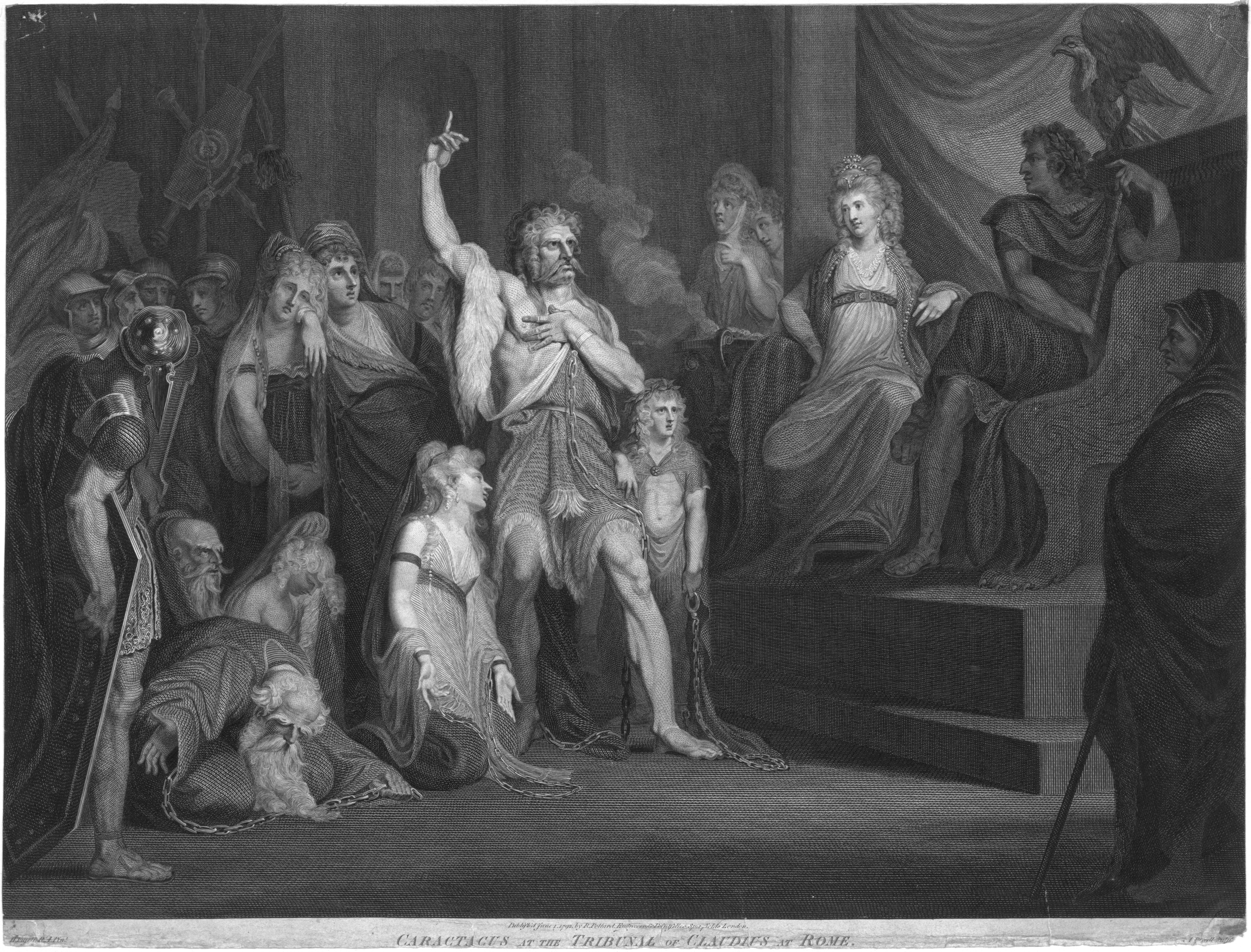
“트라이뷰늘”이라는 표현은 고대 로마의 트리부누스에서 비롯되었다.

심판소(審判所, 영어: tribunal 트라이뷰늘[*])는 청구권 또는 분쟁에 대한 판단을 내리는 권한을 가진 기관아다. 일반 법정에서 판사도 심판자의 위치에 있다고 할 수 있지만, 일반적으로 기관명에 “심판”이라는 표현을 사용되는 경우, 그것은 그 기관이 일반사법권을 관할하는 법원/재판소(court)가 아니라는 것을 강조하려는 의도로 사용되는 것이다. 특허심판원, 조세심판원, 해양안전심판원, 노동심판원 등이 이런 기관에 해당한다. 일반적으로 심판원은 법원에 비해 덜 형식적인 기관으로서, 증거 및 절차에 있어 일반적인 규칙이 적용되지 않을 수도 있고, 심판원의 심판관들은 판사(judge)가 아닌 경우가 많다.
그러나 이런 것은 어디까지나 일반적인 추세일 뿐, “심판”이라는 말 자체에 반드시 이래야 한다는 정의가 내포되어 있는 것은 아니다. 예컨대 영국의 고용항소심판원은 법원(court)의 지위를 가진 정식 상급법원이다.

## 같이 보기
- 헌법재판소
- 혁명재판소 (프랑스 혁명)
- 트리부누스